# Retiendas
Retiendas es un municipio y localidad española de la provincia de Guadalajara, en la comunidad autónoma de Castilla-La Mancha. Atravesado por el Jarama, el término municipal cuenta con una población de 44 habitantes (INE 2017).

## Historia

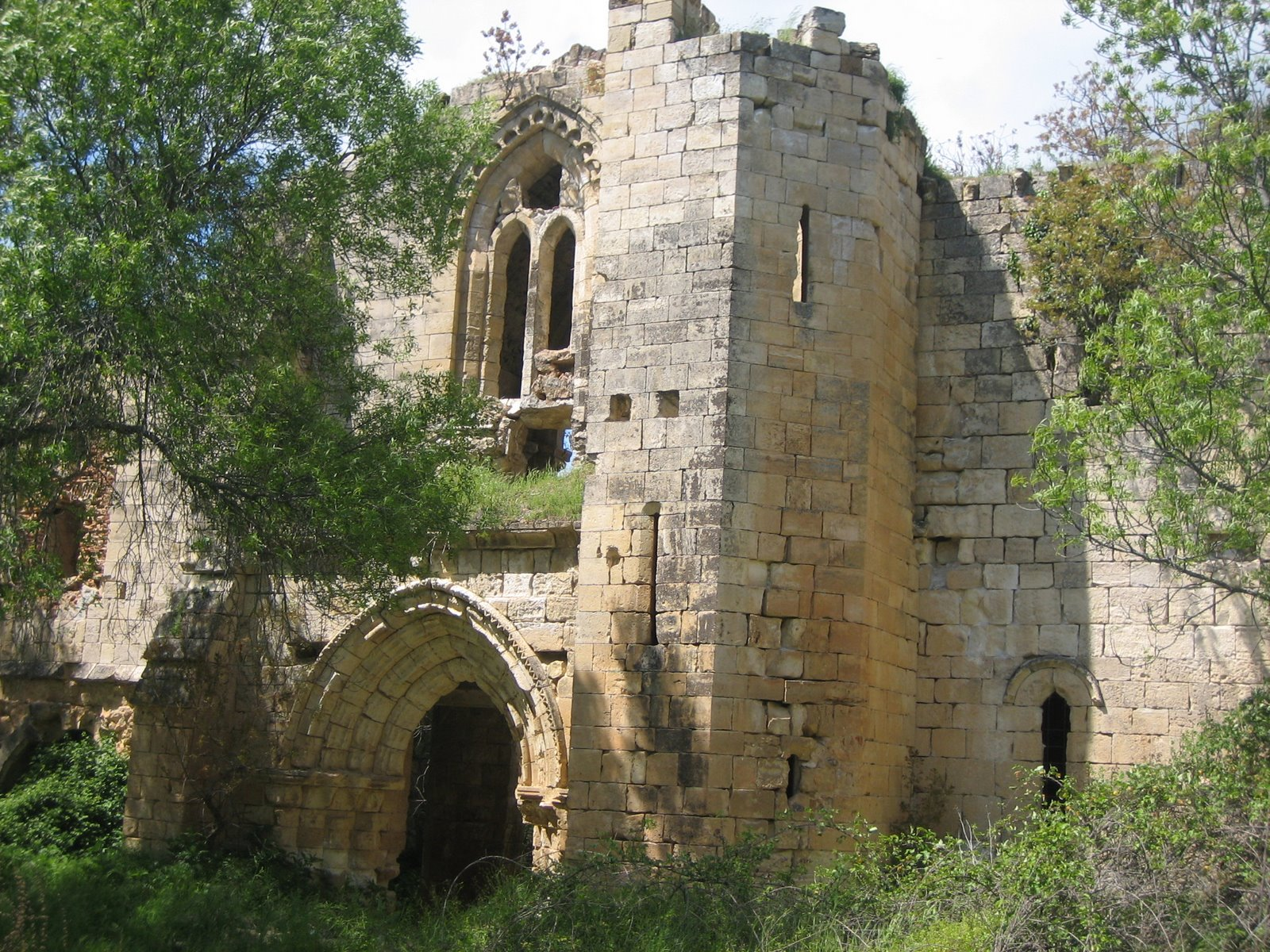
Ruinas del monasterio de Bonaval

El pueblo de origen medieval consiguió su independencia de la villa de Tamajón en 1818. Su historia va ligada al monasterio de Bonaval, junto a la vega del río Jarama, a las afueras del pueblo. Este monasterio fue fundado en 1164 por la Orden del Císter. En el siglo XVII se reformó y amplió una parte del edificio. Posteriormente los monjes que lo habitaban se trasladaron a Toledo y la propiedad pasó a manos privadas. Debido al paso del tiempo y a la erosión, el monasterio se encuentra en estado de ruina.
Hacia 1849 su población ascendía a 212 habitantes.  Retiendas aparece descrita en el decimotercer volumen del Diccionario geográfico-estadístico-histórico de España y sus posesiones de Ultramar de Pascual Madoz de la siguiente manera:

RETIENDAS: l. con ayunt. en la prov. de Guadalajara (6 leg.), part. jud. de Tamajon (2 1/2), aud. terr. de Madrid (12), c. g. de Castilla la Nueva, dióc. de Toledo (24). sit. en terreno escabroso, con libre ventilacion y clima frio. Tiene 65 casas; la consistorial; escuela de instruccion primaria frecuentada por 24 alumnos, dotada con 1,100 rs.; una igl. parr. (La Degollacion de San Juan Bautista). térm.: confina con los de Sacedoncillo, Mierla, Valdesotos y El Vado: dentro de él se encuentran varias fuentes y el suprimido monast. de Bonaval. El terreno quebrado y de inferior calidad, comprende dos montes de roble y uno de encina; atraviesa el  térm. el r. Jarama. caminos: los que dirigen á los pueblos limítrofes, todos de herradura y en mal estado por la escabrosidad del terreno. correo: se recibe y despacha en Cogolludo. prod. trigo tranquillon, centeno, avena, patatas, judias, almortas, leñas de combustible y carboneo, y buenos pastos, con los que se mantiene ganado lanar, cabrio, vacuno y asnal; hay caza de liebres y conejos, y muchos lobos. ind.: la agrícola y un molino harinero. pobl.: 51 vec., 212 alm. cap. prod.: 1.838,000 rs. imp.: 73,520. contr.: 4,340.
(Madoz, 1849, pp. 427-428)

## Ubicación
Se encuentra dentro del parque natural de la Sierra Norte de Guadalajara, así como en la comarca de la Sierra de Ayllón. Se postula como una de las puertas de la conocida como arquitectura negra de Guadalajara, famosa por el uso de teja y piedra oscura en sus edificaciones.
La localidad se encuentra situada a una altitud de 898 m sobre el nivel del mar.
| Noroeste: Valdesotos | Norte: Tamajón        | Noreste: Tamajón   |
| Oeste: Valdesotos    |                       | Este: Tamajón      |
| Suroeste: Valdesotos | Sur: Puebla de Valles | Sureste: La Mierla |

## Demografía
Retiendas cuenta con una población de 53 habitantes (INE 2024).
| Gráfica de evolución demográfica de Retiendas entre 1842 y 2021                                                     |
| |
| Población de derecho según los censos de población del INE Población de hecho según los censos de población del INE |